# Sidogo (Ourgou-Manéga)
Pour les articles homonymes, voir Sidogo.
 (août 2008).
Si vous disposez d'ouvrages ou d'articles de référence ou si vous connaissez des sites web de qualité traitant du thème abordé ici, merci de compléter l'article en donnant les références utiles à sa vérifiabilité et en les liant à la section « Notes et références ».
Sidogo est une localité située dans le département d'Ourgou-Manéga de la province de l'Oubritenga dans la région Plateau-Central au Burkina Faso. 

## Géographie
Sidogo se trouve à environ 10 km au nord-est d'Ourgou (et de la route nationale 22 accessible par une piste en latérite) et à environ 30 km au nord-ouest de Ziniaré, le chef-lieu provincial.
En 2006, le village comptait 1 059 habitants. La population est principalement constituée par les Mossis. La société est hiérarchisée et comporte un roi, des notables, des conseillers, la population civile et les esclaves[réf. nécessaire].

## Économie
L'agro-pastoralisme est l'activité principale de Sidogo. Le troc est encore un des moyens de commercialisation les jours de marché principalement trois fois par semaine. Le village est toujours sans électricité et possède deux vieilles fontaines à eau et un barrage en remblai de retenue d'eau.

## Santé et éducation
Le centre de soins le plus proche de Sidogo est le centre de santé et de promotion sociale (CSPS) de Manéga tandis que le centre médical avec antenne chirurgicale (CMA) de la province se trouve à Ziniaré.
Le village possède une école primaire publique.

## Religion
50 % de la population est animiste. Le catholicisme et l'islam se partagent respectivement 22 % et 28 % de fidèles.[réf. nécessaire]